# پمپ پروتونی

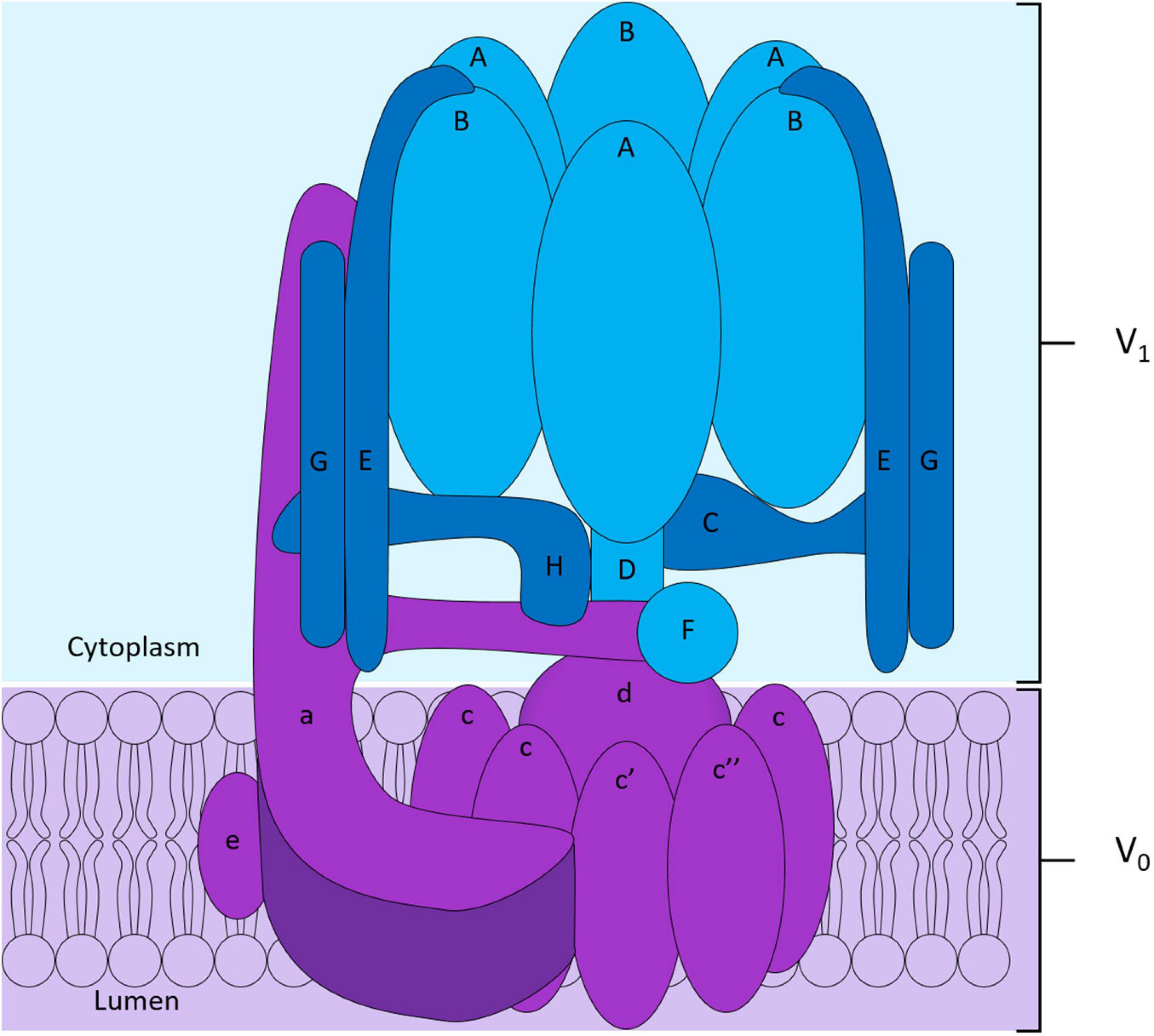
ساختار پمپ پروتون V-ATPase. کمپلکس V-ATPase از دو حوزه تشکیل شده است: حوزه V1 اطراف غشایی که از زیر واحدهای A تا H که مسئول هیدرولیز ATP هستند که به رنگ آبی نشان داده شده است، و حوزه V0 درون غشایی که امکان انتقال پروتون ها را در سراسر غشاء به رنگ بنفش نشان می دهد، تشکیل شده است. در نمودار دامنه V0 از زیرواحدهای a، e، d و از یک حلقه هگزامری تشکیل شده است که توسط زیرواحدهای c، c و c تشکیل شده است.

پمپ پروتونی (به انگلیسی: Proton pump) پروتئین‌های غشائی درونی از نوع سرتاسری (Integral Membrane Protein یا IMP) هستند که در تمام ضخامت غشاء نفوذ می‌کنند. این فرایند نفوذ پروتئین‌های غشائی حامل پروتون توسط چرخهٔ کوآنزیم کیو ۱۰ (Q cycle) انجام می‌شود. یکی از مهم‌ترین وظایف پروتئین‌های غشائی حامل پروتون در تنفس سلولی و درون میتوکندری‌ها جابه‌جایی پروتون‌ها از ماتریکس درونی میتوکندری با کمک اختلاف بار الکتریکی ایجاد شده توسط pH به سطح بیرونی آن است.